# Ибаданский малимбус
Ибаданский малимбус (лат. Malimbus ibadanensis) — тропическая птица семейства ткачиковых. Эндемик юго-западной Нигерии, по классификации Международного союза охраны природы — вымирающий вид.

## Открытие и систематика
Британский зоолог Джон Х. Элгуд впервые предположил, что птицы, селящиеся в парке Ибаданского университетского колледжа, представляют новый, ещё не описанный вид малимбусов, в конце 1951 года. В 1958 году, когда были исследованы несколько экземпляров этих птиц (взрослая самка, пойманная в январе, и взрослый самец, пойманный месяцем позже, а также мёртвый самец, найденный в мае), было установлено, что они действительно представляют ранее не описанный вид. Элгуд дал ему видовое название Malimbus ibadanensis в честь города, где он был обнаружен.
Ибаданский малимбус представляет род малимбусов, входящий в семейство ткачиковых. Отдельные красные перья в чёрной части оперения заставили заподозрить, что на самом деле эти птицы являются не отдельным видом, а результатом скрещивания красношейного и красноспинного малимбусов, но в 1970 году видовой статус был подтверждён в «Атласе африканских воробьиных птиц» Холла и Моро, где ибаданский малимбус был включён в общий надвид с краснобрюхим малимбусом.

## Внешний вид и образ жизни

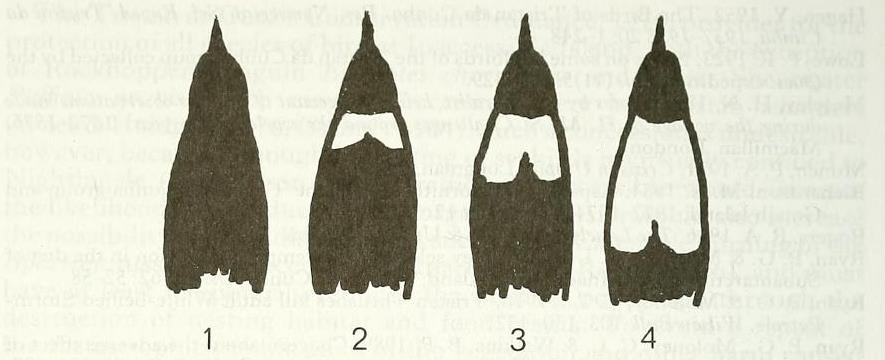
Сравнение окраски болотного малимбуса (1 — самка, 3 — самец) и ибаданского малимбуса (2 — самка, 4 — самец). Белым цветом обозначено красное оперение

Птица длиной 17—20 см. Масса тела самцов — 40—44 г, самок — 33—39 г. Основная часть оперения чёрная, у самцов ярко-красные голова, горло и грудь, красные перья местами продолжают появляться и на животе. У самок в красный цвет окрашены только макушка и затылок и имеется узкое красное «ожерелье» на груди.
Песня передаётся в английских источниках как «chup ee wurr» с последующим сиплым «zzzzzzzz».
Обитает в первичных и вторичных лесах, на опушках, а также, вероятно, в садовых зонах и заброшенных сельскохозяйственных угодьях (наблюдались на неиспользуемой плантации какао в Монии и вблизи маршрутов транспортировки леса в Ифонском лесном заповеднике). При этом участки леса, достаточные для обитания в них ибаданского малимбуса, могут быть очень небольшими — от 0,2 км². Обычная высота обитания — 5—15 метров от земли. Часто встречаются вместе с представителями других видов малимбусов и прочих ткачиков.
Моногамный вид, вьёт отдельные гнёзда. По форме гнездо представляет собой «вывернутый носок» со входным туннелем длиной около 30 см. Сезон размножения занимает большую часть года (возможно, два сезона в год): витьё гнёзд наблюдалось в феврале, мае—июле, сентябре—октябре и декабре.
В рацион ибаданских малимбусов входят насекомые, гусеницы, крылатые муравьи, термиты и пальмовые орехи.

## Область распространения и охранный статус
Ибаданский малимбус известен только по небольшому региону в юго-западной Нигерии, в котором расположены города Ибадан, Ифе, Иперу и Иларо. В ареал ибаданского малимбуса входит Ифонский лесной заповедник, где представители вида наблюдались в 2006 году. Сообщения о наблюдениях в 2002—2005 годах в национальном парке Какум в Гане остаются неподтверждёнными. В 2013 году появилось сообщение, что представитель вида был сфотографирован в лесу на юго-западе Камеруна.
Наблюдения в лесных полосах в границах ареала (общая площадь лесов 112 км²) позволяют оценить максимальную численность популяции в 1401—4365 особей (средняя оценка 2469), количество взрослых особей между 930 и 2900. С 1970-х годов ареал ибаданского малимбуса сократился в 3 раза, предположительно главным образом по причине широкомасштабной вырубки лесов. Малая площадь распространения и размер популяции стали причиной того, что Международный союз охраны природы относит ибаданского малимбуса к вымирающим видам (с 1970-х по середину 1990-х годов представители вида наблюдались крайне редко, поэтому в 1994 и 1996 годах вид классифицировался как находящийся на грани полного исчезновения).